# Walcrow River
Der Walcrow River ist ein Fluss im Osten des australischen Bundesstaates New South Wales.
Er entspringt im Riamukka State Forest nördlich der Kleinstadt Nowendoc. Von dort fließt er nach Südosten durch unbesiedeltes Gebiet und mündet nördlich des Barakee-Nationalparks in den Cooplacurripa River.